# Єрежепов Максат Аршабайули
Максат Єрежепов (каз. Мақсат Ережепов; нар. 23 квітня 1990, Костанайська область, Казахська РСР, СРСР) — казахський борець греко-римського стилю, чемпіон, срібний та дворазовий бронзовий призер чемпіонатів Азії. Майстер спорту Казахстану міжнародного класу.

## Життєпис
Боротьбою почав займатися з 2001 року. У 2007 році став чемпіоном Азії серед кадетів. Чемпіон Азії 2010 року серед юніорів.
Тренери — Куанішбай Мухамбетов, Марат Мухамбетов.

## Спортивні результати на міжнародних змаганнях

### Виступи на Чемпіонатах світу
| Змагання                        | Збірна    | Вагова категорія                 | Місце |
| ------------------------------- | --------- | -------------------------------- | ----- |
| Чемпіонат світу з боротьби 2017 | Казахстан | греко-римська боротьба, до 75 кг | 17    |
| Чемпіонат світу з боротьби 2018 | Казахстан | греко-римська боротьба, до 82 кг | 8     |
| Чемпіонат світу з боротьби 2019 | Казахстан | греко-римська боротьба, до 82 кг | 8     |

### Виступи на Чемпіонатах Азії
| Змагання                       | Збірна    | Вагова категорія                 | Місце  |
| ------------------------------ | --------- | -------------------------------- | ------ |
| Чемпіонат Азії з боротьби 2012 | Казахстан | греко-римська боротьба, до 84 кг | Бронза |
| Чемпіонат Азії з боротьби 2013 | Казахстан | греко-римська боротьба, до 74 кг | Бронза |
| Чемпіонат Азії з боротьби 2014 | Казахстан | греко-римська боротьба, до 71 кг | Срібло |
| Чемпіонат Азії з боротьби 2017 | Казахстан | греко-римська боротьба, до 75 кг | Золото |
| Чемпіонат Азії з боротьби 2018 | Казахстан | греко-римська боротьба, до 77 кг | Бронза |
| Чемпіонат Азії з боротьби 2019 | Казахстан | греко-римська боротьба, до 82 кг | Бронза |

### Виступи на Азійських іграх
| Змагання           | Збірна    | Вагова категорія                 | Місце |
| ------------------ | --------- | -------------------------------- | ----- |
| Азійські ігри 2014 | Казахстан | греко-римська боротьба, до 71 кг | 8     |

### Виступи на Кубках світу
| Змагання                    | Збірна    | Вагова категорія                 | Місце |
| --------------------------- | --------- | -------------------------------- | ----- |
| Кубок світу з боротьби 2011 | Казахстан | греко-римська боротьба, до 74 кг | 13    |
| Кубок світу з боротьби 2017 | Казахстан | греко-римська боротьба, до 75 кг | 7     |

### Виступи на інших змаганнях
| Змагання                                                  | Збірна    | Вагова категорія                 | Місце  |
| --------------------------------------------------------- | --------- | -------------------------------- | ------ |
| Турнір Вехбі Емре 2011                                    | Казахстан | греко-римська боротьба, до 74 кг | Бронза |
| Золотий Гран-прі з боротьби 2011 (Сомбатгей)              | Казахстан | греко-римська боротьба, до 74 кг | 5      |
| Меморіал Олега Караваєва 2011                             | Казахстан | греко-римська боротьба, до 74 кг | 4      |
| Кубок Президента Казахстану з боротьби 2012               | Казахстан | греко-римська боротьба, до 74 кг | Бронза |
| Міжнародний меморіал Дейва Шульца 2014                    | Казахстан | греко-римська боротьба, до 75 кг | 5      |
| Гран-прі Іспанії з боротьби 2014                          | Казахстан | греко-римська боротьба, до 71 кг | Срібло |
| Міжнародний меморіал Дейва Шульца 2015                    | Казахстан | греко-римська боротьба, до 75 кг | Срібло |
| Гран-прі FILA 2015                                        | Казахстан | греко-римська боротьба, до 75 кг | 24     |
| Турнір Вехбі Емре і Гаміта Каплана 2015                   | Казахстан | греко-римська боротьба, до 75 кг | 29     |
| Меморіал Болата Турлиханова 2015                          | Казахстан | греко-римська боротьба, до 75 кг | Золото |
| Чемпіонат світу з боротьби серед військовослужбовців 2016 | Казахстан | греко-римська боротьба, до 75 кг | 10     |
| Меморіал Болата Турлиханова 2017                          | Казахстан | греко-римська боротьба, до 75 кг | 15     |
| Меморіал Олега Караваєва 2017                             | Казахстан | команда                          | Бронза |
| Чемпіонат світу з боротьби серед військовослужбовців 2018 | Казахстан | греко-римська боротьба, до 77 кг | Бронза |
| Гран-прі Угорщини з боротьби 2018                         | Казахстан | греко-римська боротьба, до 82 кг | 7      |
| Турнір Дана Колова — Николи Петрова 2019                  | Казахстан | греко-римська боротьба, до 82 кг | 10     |
| Меморіал Олега Караваєва 2019                             | Казахстан | греко-римська боротьба, до 82 кг | 15     |

### Виступи на змаганнях молодших вікових груп
| Змагання                                      | Збірна    | Вагова категорія                 | Місце  |
| --------------------------------------------- | --------- | -------------------------------- | ------ |
| Чемпіонат Азії з боротьби серед кадетів 2007  | Казахстан | греко-римська боротьба, до 69 кг | Золото |
| Чемпіонат Азії з боротьби серед юніорів 2010  | Казахстан | греко-римська боротьба, до 74 кг | Золото |
| Чемпіонат світу з боротьби серед юніорів 2010 | Казахстан | греко-римська боротьба, до 74 кг | 25     |